# Lennoxtown (centro de treinamento)

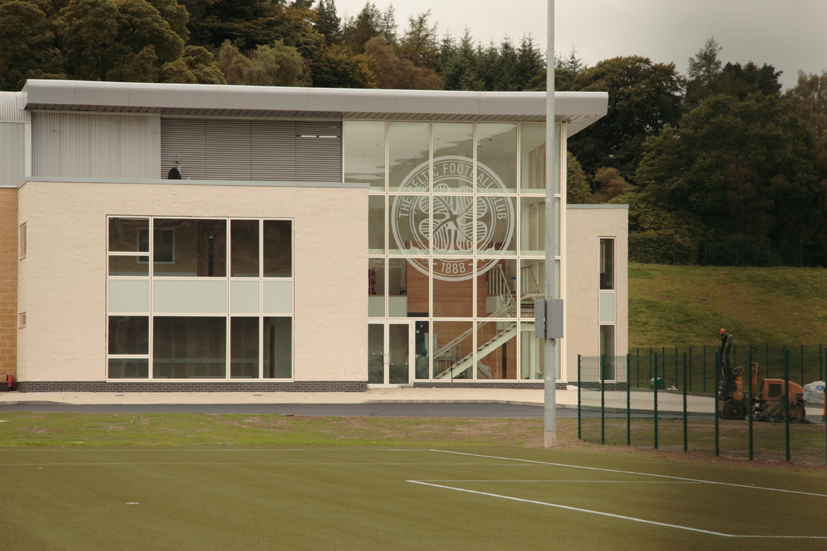
Centro de Treinamento de Lennoxtown.

Lennoxtown é o Centro de Treinamento do Celtic, que também possui instalações educacionais, localizado em Lennoxtown, East Dunbartonshire, nos arredores do nordeste de Glasgow, na Escócia.

## Lennoxtown
O complexo foi construído nas terras do antigo National Health Service nas adjacências do desocupado Lennox Castle Hospital e foi projetado para assumir a posição antigo CT de Barrowfield.
Está localizado numa área de 186.000m² perto das Colinas de Campsie Fells. Metade do local foi desenvolvido na Fase Um do projeto para melhorar as instalações existentes com a parte restante sendo desenvolvida na Fase Dois, que irá melhorar melhorar instalações de conferência e áreas de dormitório para jovens jogadores. As instalações centrais o Celtic irá usar somente com jogadores profissionais e irá operar em dias que não houver partidas e também irá sediar os jogos para o time feminino.
Por muitos anos as instalações de treino do Celtic eram vistas como inferiores e eram escondidas de potenciais novas contratações. Este fato foi enfatizado depois do rival Rangers terem aberto o complexo de Murray Park em Milngavie em 2001 e também quando os rivais de Edimburgo, o Hearts of Midlothian abriram a academia de Riccarton em conjunto com a Universidade Heriot-Watt em 2004. Muitos funcionários do clube e jogadores expressaram tristeza ao deixar Barrowfield mas viram isto como uma necessidade para a modernização do jogo e que isso iria ajudar o Celtic a atrair mais jogadores para o clube.
Antes de sua abertura o treinador das divisões de base do Celtic Willie McStay disse que "depois de anos indo e voltando entre Barrowfield, Celtic Park e muitos outros lugares temporários de treinos, Lennoxtown irá também ajudar aos treinadores e à equipe jovem à melhor utilizar o seu tempo durante uma temporada."

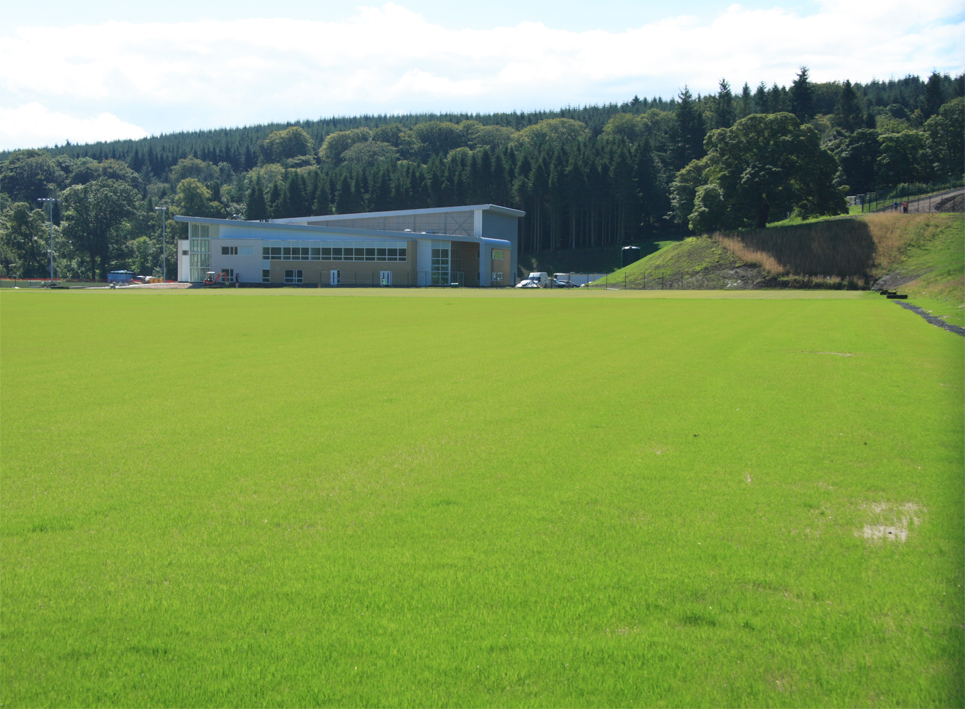
Um dos campos de Lennoxtown.

Em 2005, o Celtic lançou ações que aumentaram em £15.000, muito desse dinheiro seria posto para trazer instalações de treinamento novas. O ex-treinador do Celtic Tommy Burns foi atarefado à viajar pela Europa visitando outros Centros de Treinamentos. As informações no relatório de Burns foram passadas ao antigo treinador Martin O'Neill e ao atual técnico Gordon Strachan.
Em Dezembro de 2005, o conselho de planejamento de East Dunbartonshire aprovou o esboço do planejamento para as novas instalações de treinamento serem construídas nesse local. No Abril seguinte, o concelho concedeu uma permissão detalhada com o líder do conselho, John Morrison, dizendo: "Eu tenho certeza de que os residentes de East Dunbartonshire estão deliciados com o prospecto que esse ambicioso desenvolvimento irá trazer à sua área. O centro de treinamento do Celtic irá contribuir significativamente ao desenvolvimento de Lennoxtown e também irá trazer maiores empreendimentos e benefícios sociais para esse área.".

## Inauguração
O CT foi oficialmente aberto em 9 de Outubro de 2007 pelo então presidente do Celtic Brian Quinn numa cerimônia onde ele estava acompanhado do chefe executivo Peter Lawwell, do técnico do Celtic Gordon Strachan e do capitão do Celtic Stephen McManus.
O Presidente Brian Quinn adicionou: "Quando pessoas vierem ver as instalações elas irão ver o que eu penso, que nós somos o que é um grande clube europeu"
Na cerimônia de abertura do centro de treinamentos de Lennoxtown, Peter Lawwell falou que o Celtic "agora tem uma fundação e infra-estrutura que deve nos levar adiante" e que o Celtic pode "agora mostrar um centro de treinamentos de classe-mundial e um estádio de classe-mundial, para o que eu acho que seja um clube de classe-mundial. [O Celtic] Está se tornando um clube dessa estatura".

## Instalações

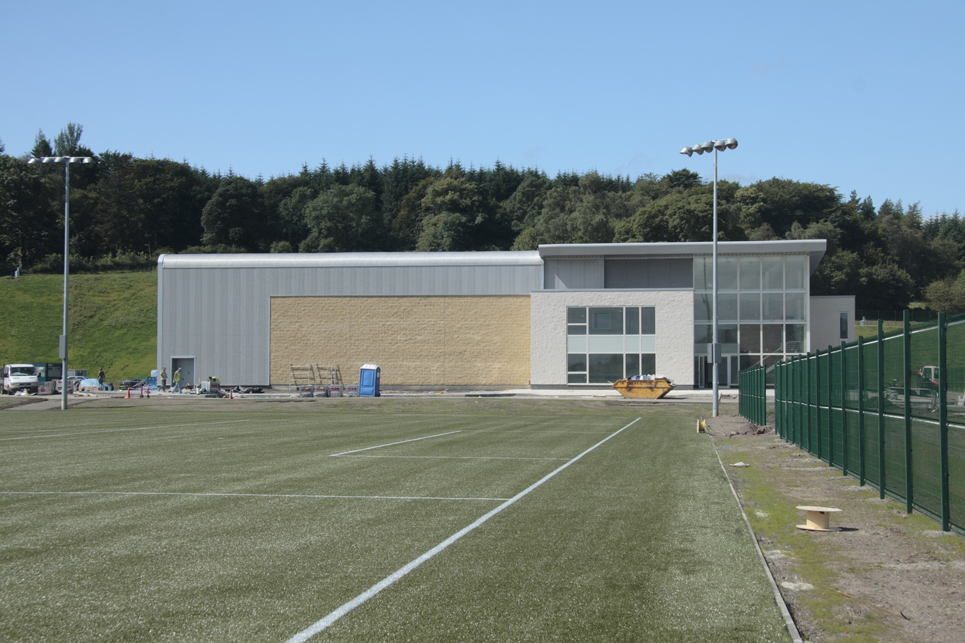
Lennoxtown.

£8 milhões foram gastos na construção de um grande número de instalações de primeira classe. As instalações 'indoor' incluem um hall de trainamento, um centro de fitness com ginásio, instalações médicas, instalações de educação e salas de aula, escritórios de administração futebolísticas, instalações para imprensa, sala de equipamentos, entre outros.
As instalações 'outdoor' incluem 3 campos de futebol de grama natural em padrão UEFA para treinos e campos para partidas com aquecimento subterrâneo, um campo de grama artificial e uma área adicional de treinamento de goleiros.